# Измаглица
Измаглица је појављивање водених капљица у ваздуху и представља облик дисперзије. Најчешће се среће када се топао влажан ваздух нагло сусретне са хладним, на пример приликом издаха.